# Stanisław Rajewski

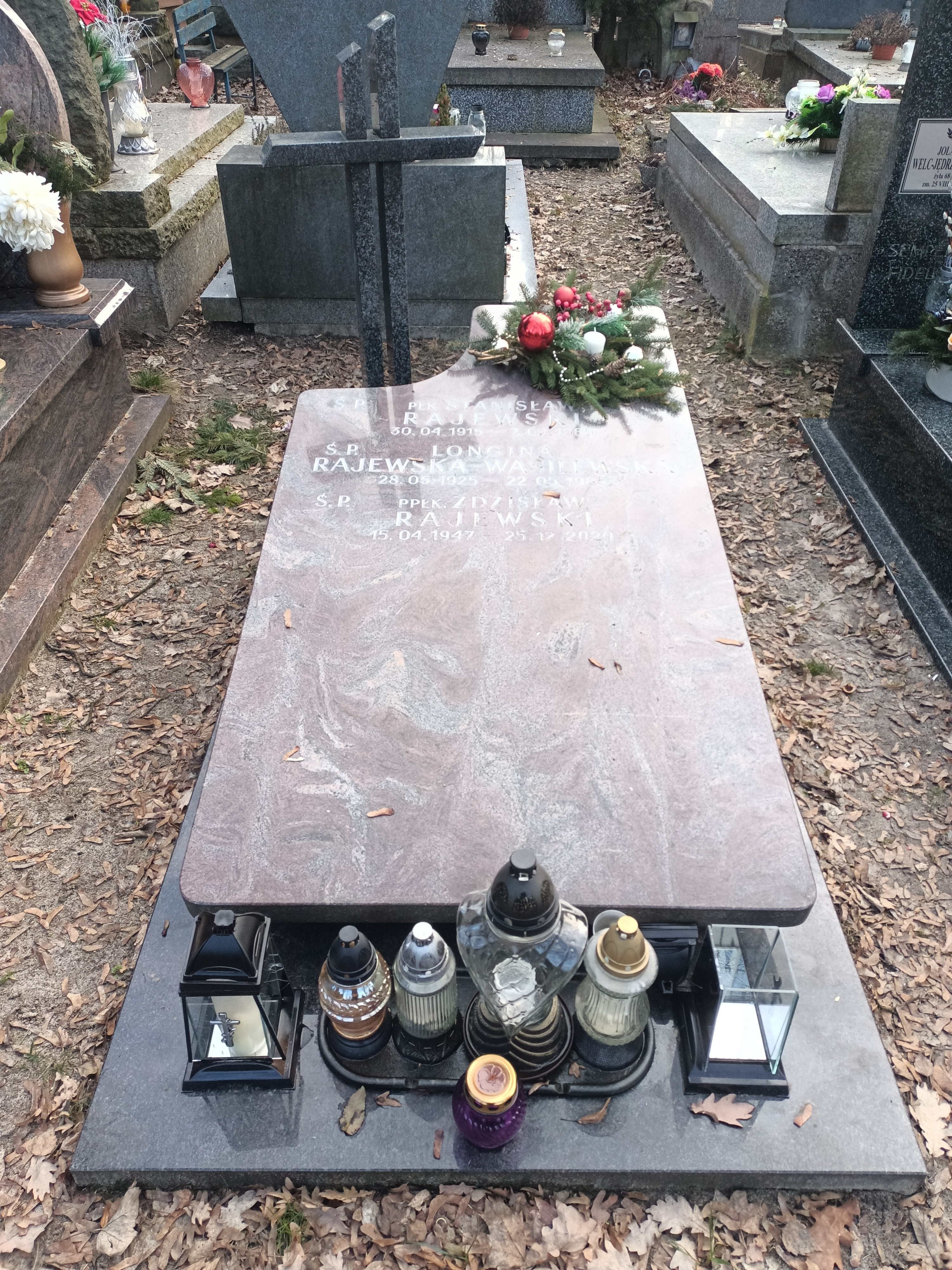
Grób Stanisława Rajewskiego na Cmentarzu Wojskowym na Powązkach

Stanisław Rajewski (ur. 30 kwietnia 1915 w Lipiach, zm. 7 lutego 1969 w Warszawie) – oficer Ludowego Wojska Polskiego, w młodości lekkoatleta, sprinter.
Ukończył Państwowe Seminarium Nauczycielskie w Stanisławowie w 1935. W latach 1936–1937 studiował w Centralnym Instytucie Wychowania Fizycznego. Potem pracował jako nauczyciel. Walczył w kampanii wrześniowej w stopniu podporucznika. Później w Oflagu II C Woldenberg. Po wyzwoleniu w Ludowym Wojsku Polskim, gdzie do 1969 służył w Sztabie Generalnym dochodząc do stopnia pułkownika.
Na pierwszych powojennych mistrzostwach Polski w 1945 zwyciężył w sztafecie 4 × 100 metrów oraz zajął 2. miejsce w biegu na 100 metrów.
Został pochowany na Cmentarzu Wojskowym na Powązkach w Warszawie (kwatera A 14 rząd:1, grób:11).
Rekordy życiowe:
| Konkurencja        | Data i miejsce             | Wynik | Źródło |
| ------------------ | -------------------------- | ----- | ------ |
| bieg na 100 metrów | 16 października 1933, Lwów | 11,1  | [ 2 ]  |
| bieg na 200 metrów | 27 maja 1934, Stanisławów  | 23,2  | [ 2 ]  |

Był zawodnikiem klubów: Rewera Stanisławów (1933-1935), Pogoń Lwów (1937-1938) i AZS Łódź (1945-1948).